# Йоганнес Мелльманн
Йоганнес «Ганс» Мелльманн (нім. Johannes "Hanns" Möllmann; 22 жовтня 1891 — 21 жовтня 1973) — німецький військовий ветеринар, доктор ветеринарії, генерал-майор ветеринарної служби вермахту. Кавалер Німецького хреста в сріблі.

## Біографія
Учасник Першої світової війни. З 10 вересня 1942 року — головний ветеринар 3-ї танкової армії.

## Нагороди
- Залізний хрест 2-го і 1-го класу
- Почесний хрест ветерана війни з мечами (1934)
- Медаль «За вислугу років у Вермахті» 4-го, 3-го і 2-го класу (18 років; 2 жовтня 1936) — отримав 3 нагороди одночасно.
- Хрест Воєнних заслуг 2-го і 1-го класу з мечами
- Німецький хрест в сріблі (27 жовтня 1944)